# Seminario Diocesano de Berlín
El Seminario Diocesano de Berlín es un centro de formación sacerdotal de la arquidiócesis de Berlín, que alberga a jóvenes en formación para ser sacerdotes. Tiene su sede en Berlín, Alemania, y su nombre oficial es Seminario de San Pedro de la Arquidiócesis de Berlín.

Los candidatos al sacerdocio de la Archidiócesis de Berlín suelen estudiar previamente, después de completar un curso de propedéutica teológica de un año en el seminario de Bamberg, en el seminario de St. Georgen en Frankfurt del Meno y continúan sus estudios después de un año en el extranjero llamado " Externitas" en el seminario de Erfurt.

Los candidatos al sacerdocio del Camino Neocatecumenal, en cambio, estudian filosofía y teología en el seminario Redemptoris Mater de Berlín-Biesdorf. Después de completar sus estudios de teología, todos los candidatos se preparan para la ordenación al diaconado y al sacerdocio y al trabajo pastoral en un curso pastoral de tres años en el seminario de San Pedro. El seminario se ha alojado en el monasterio dominicano de St. Paulus en el distrito berlinés de Moabit desde 2006. Cuatro nuevos sacerdotes surgieron del seminario en junio de 2014, y tres nuevos sacerdotes surgieron en junio de 2019. El seminario también se utiliza para la formación continua de los sacerdotes más jóvenes de la Arquidiócesis.